# Rinaldo Fiumi
Rinaldo Fiumi (La Spezia, 2 agosto 1923 – ...) è stato un calciatore italiano, di ruolo centrocampista.

## Carriera
Con i bianchi dello Spezia vinse il Campionato Alta Italia 1944.

## Palmarès

### Giocatore
- Campionato Alta Italia: 1

VV.FF. Spezia: 1944